# Gravimetro
Il gravimetro è uno strumento di misura deputato alla misurazione dell'accelerazione di gravità (g). 
La forza con cui una determinata massa è attratta verso il centro della Terra è precisamente bilanciata, all'interno del gravimetro, da un sistema elastico o da molle (o ancora da forze elettromagnetiche nei gravimetri più moderni). Una piccolissima variazione di questa (dell'ordine di {\displaystyle 10^{-10}}) dà luogo ad un'oscillazione che si fermerà soltanto quando le forze saranno nuovamente bilanciate.

## Tipi di gravimetri
Ne esistono due tipi:
- il gravimetro assoluto, posto in un determinato punto, misura la gravità di quel particolare punto;
- il gravimetro relativo misura la differenza di gravità esistente fra due punti.

Il gravimetro relativo presenta molta meccanica ma poca elettronica; quest'ultima corrisponde principalmente alle livelle elettroniche che permettono di "mettere in bolla" lo strumento e ne conferiscono quindi la stabilità.

## Applicazioni
Gli studi gravimetrici hanno fra i principali scopi:
- individuazione di giacimenti petroliferi;
- studio tettonico e geodinamico;
- studio di bacini sedimentari;
- indagini archeologiche;
- indagini sul rischio vulcanico.
- misurazioni dello spessore dei ghiacci polari.

L'attività prospettiva, cioè la misurazione, può effettuarsi sul terreno, in mare o tramite un aereo o elicottero.

## Storia
Dell'invenzione di un Gasgravimeter (gravimetro a gas) è accreditato Guido Bodländer, che pubblicò osservazioni e riferimenti a propri studi già in un articolo del gennaio 1895, intitolato: "Das Gasgravimeter, ein bequemer Apparat für chemische Analyse auf gasometrischem Wege" ("Il gravimetro per gas: un comodo apparecchio per l'analisi chimica mediante mezzi gasometrici").